# Topolobampo
Topolobampo ist eine kleine Hafenstadt im Norden des mexikanischen Bundesstaates Sinaloa im Municipio Ahome. Topolobampo liegt am Golf von Kalifornien nahe Los Mochis. Von Topolobampo kommt man auch mit der Fähre nach La Paz in Baja California Sur. Es ist beabsichtigt,  dort eine Ammoniak-Fabrik zur Herstellung von Düngemitteln mit Geldern der KfW-Bank zu errichten. Dagegen bestehen innerhalb der Anwohner Bedenken wegen eventueller Sicherheitsprobleme.